# Закон на Планк
Законът на Планк е физичен закон, описващ разпределението на енергията, излъчвана от абсолютно черно тяло (равновесно излъчване) в електромагнитния спектър. Известен е и под името „хипотеза на Планк“. През 1900 г. физиците са изправени пред парадокса на ултравиолетовата катастрофа, тъй като според формулите на класическата физика пълната мощност на топлинното излъчване на всяко нагрято тяло расте безкрайно при малки дължини на вълните (големи честоти). Макс Планк прави революционното за времето си предположение, че телата излъчват енергия на отделни малки порции – кванти – и те са кратни на една величина h, наречна константа на Планк. Чрез тези предположения Планк чисто теоретично извежда формула, която дава резултати, съвпадащи с измерените опитно стойности.:с. 129 Хипотезата на Планк за квантуването на електромагнитното лъчение заляга в основата на квантовата механика.
Топлинното излъчване е излъчване на електромагнитни вълни за сметка на вътрешната енергия на веществото. Има непрекъснат спектър с максимум, чието положение се определя от температурата Т на излъчващото вещество и е присъщо на всички тела с Т > 0 К. При равновесно излъчване разпределението на енергията в спектъра зависи само от Т и се определя от закона на Планк.
{\displaystyle I(\nu )={\frac {2h\nu ^{3}}{c^{2}}}{\frac {1}{\exp \left({\frac {h\nu }{kT}}\right)-1}}}
Където:
I(ν) е сборът на енергията за единица време на единица повърхност на единица пространствен ъгъл на единица честота.
Единиците са [W m-2 Hz-1 sr-1];
ν е честотата,
T е температурата на черното тяло,
h е константа на Планк,
c е скоростта на светлината,
k е константа на Болцман.